# 横堀川 (テレビドラマ)
『横堀川』（よこぼりがわ）は、NHKが1966年4月4日から1967年3月27日まで放送したテレビドラマである。山崎豊子の小説から『花のれん』（寄席もの）と『暖簾』（昆布商が舞台）の二作を軸にして、茂木草介が脚本を書いた。
本作品の演技によって藤岡琢也が第4回ギャラクシー賞を受賞したほか、茂木草介が放送文化賞とテレビ・ラジオ記者会賞を受賞した。

## 概要
一年に渡り、多加（南田洋子）と吾平（長門裕之）の明治29年（1896年）の出会いから、現在（昭和41年＝1966年）の天神祭までの70年間の交流と別れまでを描いた。本作品は明治中期から第二次世界大戦後までの大阪庶民の歩みを描いた内容となっている。茂木得意の『浪華の二人の商人のど根性物語』（異性ながら夫婦ではない、あくまでパートナーとしての同志）で後年の『けったいな人びと』（1973 - 74）、『続 けったいな人びと』（1975 - 76）（作者自ら『大槌家の人びと』として同作放映中に小説化され日本放送協会出版＝NHK出版から出版された）と並び、NHK大阪放送局製作ドラマの初期の代表作である。
骨組みは山崎の原作から想を得ているが、大部分が茂木の創作である。

## あらすじ
物語は明治29年（1896年）3月に淡路島から母が餞別に渡してくれた35銭を握りしめて八田(やだ)吾平が天保山の船着場に到着したところから始まる。「大阪で立派な人になって、故郷に錦を飾り母を楽にさせたい」という大志を抱いてである。
だが、紹介状を持っていた口入れ屋（職業紹介所）は、旦那（社長）が変わっていて、紹介してもらえず、誰一人として身寄りの無い大阪の街で途方にくれていた時に、通りすがりの老紳士に声を掛けられる。「ワシの先祖の出身が淡路島やねん。家おいで」と声を掛けてくれたこの老紳士こそ、寛永八年（1630年）創業の老舗で船場にて代々商いをしている昆布商『浪花屋昆布店』当主、浪花屋利兵衛であった。
浪花屋利兵衛には一人娘多加がいた。そのまま、翌日から吾平は丁稚奉公の修行に入る事となり、歳の近い二人はすぐに仲良くなった。吾平は働き者で、先輩たちや同僚たちから時に優しく、また、厳しくしつけられ、また、可愛がられ、寝る間も惜しんで自分で自習したせいか、いち早く利兵衛に認められ、異例の若さで手代→番頭になったが、先輩である太吉たちから、嫉妬によるいわれのないいじめを受けるがへこたれる事はなかった。
一方、多加は本町にある女学校卒業後、呉服問屋河島屋の跡取り息子吉三郎と大恋愛の末に結婚するが、吉三郎は生まれついての怠け者だった。一方、吾平は千代と結婚し、店はますます繁盛した。吉三郎の浪費はますます激しくなり、寄席芸人のガマ口（式屋四郎）たちを連れて遊び歩いていたが、吉三郎に惚れぬいている多加は何も言えなかった。
明治の終わり頃、浪花屋はもらい火で焼失するが利兵衛は立派に再建し、のれんを吾平に譲って死んでしまう。河島屋もとうとう倒産してしまったのだが、吉三郎は寄席を始めたいというので、多加もそれに協力し落語家や漫才師の世話を始める。それぞれが子宝にも恵まれ幸せだった。しかし、吉三郎は突然死んでしまい、寄席は多加がきりもりすることになる。
関東大震災が起き、昭和に入り、日本は戦争へと向かっていく…。

## キャスト
- 八田吾平：長門裕之（青年 - 老人期）、杉山光宏（少年期）
- 河島多加[注 4]：南田洋子
- 吾平の妻 八田千代：高森和子
- 吾平の次男 孝平：入川保則
- 吾平の末娘 年子：伊藤栄子
- 河島吉三郎[注 5]：金田龍之介[注 6]
- 河島久夫（吉三郎と多加の息子）：森本景武[注 7]
- 浪花屋利兵衛：片岡仁左衛門 (13代目)
- 利一（多加の兄）：西山辰夫
- 式屋四郎（番頭ガマ口）[注 8]：藤岡琢也
- 女中お梅（終生、多可に尽くした久夫の婆や）：林美智子
- 半吉：鳳啓助 夫婦漫才師で半子の夫。
- 半子：京唄子 夫婦漫才師で半吉の妻。
- 太吉（吾平の先輩）：森乃福郎（初代）（青年期）、佐藤蛾次郎（少年期）
- 清助（浪花屋昆布店の番頭）：西山嘉孝[注 9]
- 源さん（浪花屋昆布店の親方=昆布職人頭）：岩田直二[注 10]
- 組合長：山村弘三[注 11]
- おみね : 初音礼子
- お春 : 荒木雅子
- お種 : 曾我廼家鶴蝶
- お栄 : 園佳也子
- 笈田勝弘
- 内藤剛志（子役）
- 玉生司朗
- 桂小春団治
- おしの: 坪内ミキ子
- 美津 : 甲にしき
- 髙田次郎
- エンタツ : 花紀京[注 12]
- アチャコ : 川上のぼる
- お政 : 浪花千栄子
- 米助 : 山口幸生
- 伍之助 : 楠義孝
- 丸田屋番頭 : 飯沼慧
- 北見唯一
- 西園寺章雄（当時の芸名は斉隠寺忠雄）
- 春団治 : 曾我廼家明蝶
- ヤーさん・キーさん : 若井はんじ・けんじ
- 笑福亭松鶴
- 桂小文枝
- 川野(板前) : 西村晃
- 大沢 : 森雅之
- 伊藤友衛：佐藤慶
- 吾平の母：北林谷栄
- 語り・お常：加藤道子

## スタッフ
- 原作 - 山崎豊子[1]
- 脚本 - 茂木草介[1]
- 演出 - 辻元一郎[1]
- 音楽 - 田中正史[1]
- 制作 - 棚橋昭夫[注 13]

## 現存する映像
- 第1回（1966年4月4日放送）
- 第15回（1966年7月11日放送）
- 第38回（1966年12月19日放送）
- 最終回（1967年3月27日放送）

の4本。第15回のみキネコ、それ以外は2インチVTRで現存する。
4本の内、第一話と最終話はNHKアーカイブスの「公開ライブラリー」ほか、各地の放送局に設置されたライブラリーで視聴できる。
以前は15話と38話もNHKアーカイブスで視聴出来たが、2012年10月現在出来なくなっていた。
尚、出演者が長年所蔵していて古書店に譲った同作品の脚本の一部がワッハ上方に所蔵されている。

## エピソード
- このドラマの企画とプロデュースを担当した棚橋昭夫は原作者である山崎豊子の訃報（2013年9月）をうけて追悼コメントで「当時、山崎さんの作品で何かやりたいと企画したところ、せっかくならぜいたくやろうと、商家と寄席という別の作品を合体しようとなった。山崎さん宅にお邪魔したら、『それは面白いアイデア。私の作品を“養子”にあげます。自由に育ててください』と快諾いただき、出来上がりも喜んでくれました。（中略）僕にドラマの楽しさを教えてくれた人。楽しい時代をご一緒できました」と語っている。[8]
- 尚、主演の二人は、映画では度々共演を果たしていたが、実際にもおしどり夫婦として知られ、彼ら自身も印象に残る共演作として同作品を生前のインタビューにおいて度々語っていた。
- ドラマと映画版に共通するのは、ドラマは関西出身及び在住の俳優たちを、また映画も関西出身、在住（主に松竹新喜劇） の俳優たちを多く起用していて、両作に出演した俳優も複数いる。
- 明治の船場の商家は戦災で三分の二は焼け、建て物はもとより家の中の造作までほとんど変わってしまっていた。前半の舞台になった浪花屋の本家は明治15年に出た「浪花の魁」という木版画と、モデルになっていた昆布屋にあった店の絵などをもとにして作りあげた。のれん分けしてもらった吾平の“軒店"の資料 は全然なく、船場の高齢者の話や大阪育ちの脚本の茂木草介のイメージでやっと作り上げた。[9]

## その他
同名の映画『横堀川』、テレビ放映開始後の1966年9月15日に公開された。松竹大船撮影所作品、大庭秀雄監督、倍賞千恵子、中村扇雀、山口崇、田村高廣ら出演。